# Taimi (aplicație)
Taimi (teɪmi) este o rețea socială și o aplicație de dating adresată tuturor persoanelor LGBTQI+. Rețeaua conectează utilizatori ai internetului bazându-se pe preferințele selectate și pe locația acestora.  Taimi funcționează pe iOS și Android.
Aplicația mobilă are o versiune gratuită și una premium, bazată pe abonament. Taimi a început ca o aplicație de întâlniri online pentru bărbați gay . Cu toate acestea, compania a anunțat de mai multe ori planurile pentru versiunea inclusivă LGBTQI +  în trecut. 
Taimi este disponibilă în 45 de țări, inclusiv Statele Unite, Canada, Australia  Singapore  și Brazilia. 

## Istoric
Taimi a fost lansată în 2017 de Social Impact Inc. în Las Vegas. Conform mai multor publicații, acesta este locul în care un grup de dezvoltatori, inclusiv fondatorul lui Taimi, Alex Pasykov, a venit cu un nume pentru aplicația de întâlnire „Tame Me”, care s-a transformat treptat în Taimi. 
Deși Taimi a fost fondată în Statele Unite, cererea a început să crească în popularitate în alte părți, în special în Uniunea Europeană. Pe 31 octombrie 2018, Taimi a anunțat lansarea în Regatul Unit al Marii Britanii. 
Pe 20 iulie 2019, Taimi a fost lansată în Olanda , Spania  și țări vorbitoare de limbă spaniolă din America Centrală și de Sud . 

## Responsabilitate socială
Fondatorul și echipa Taimi și-au exprimat dorința de a lupta cu homofobia sponsorizată de stat în întreaga lume. Potrivit lui Alex Pasykov, Taimi intenționează să se asocieze cu mai multe ONG-uri pentru a lupta împotriva homofobiei sponsorizate de stat. 
Unele studii au menționat că Taimi este una dintre cele mai sigure aplicații de dating pentru persoanele LGBTQI +.  Recent, Taimi s-a asociat cu UNAIDS și Fundația LGBT în sprijinul unui sondaj de ultimă generație LGBTI. 
Compania a fost un partener al mai multor marșuri și parade LGBTQ, inclusiv Los Angeles Pride, New York City Pride, Las Vegas Pride. De asemenea, Taimi s-a asociat cu Proiectul Trevor pentru a sprijini drepturile LGBTQI +. 

## Modul de operare

### Caracteristici
Mai multe publicații media au numit Taimi cea mai sigură aplicație de întâlnire pentru bărbați gay.  Caracteristicile de securitate pentru Taimi includ moderarea manuală a profilurilor utilizatorului, eticheta verificată și autentificarea cu doi factori.  
Aplicația oferă, de asemenea, integrarea profilului Facebook, precum și contul de Snapchat al utilizatorilor săi. De asemenea, Taimi poate fi utilizat de toată lumea, având de altfel și caracteristici precum apeluri video și povești. 

### Abonamentul plătit
Taimi XL este o versiune premium a Taimi.  S-a confruntat cu controverse cu mai mulți utilizatori care susțin că taxele erau prea mari.  Versiunea plătită permite utilizatorilor să-și ascundă identitatea, să trimită nelimitat cereri de chat și retrageri ale acestora. 

## Modul de receptare
Abonamentul plătit este una dintre problemele cruciale pentru aplicație. Mulți utilizatori au solicitat micșorarea costului Taimi XL sau elimitarea integrală a acestuia. Taimi refuză să elimine funcția și afirmă că versiunea de bază a aplicației este gratuită.  În general, răspunsul la aplicație este pozitiv.  Cu toate acestea, cei mai mulți recenzori aleg să se axeze pe aspectul de întâlnire și nu pe partea de rețea socială. 

## Controverse
În 2018, aplicația a primit un răspuns negativ din partea activiștilor LGBTQI +, după ce un articol  publicat și distribuit de mai multe alte mijloace media  s-a concentrat pe un filtru care le-a permis utilizatorilor Taimi să se blocheze reciproc în funcție de statutul HIV. Taimi a eliminat rapid filtrul și această opțiune nu mai este disponibilă. 
De asemenea, Taimi a întâmpinat controverse pe social media, cu unele persoane care se plâng de strategiile sale de publicitate apăsătoare. 

## Recomandări ulterioare
- Imaginarea intervențiilor pentru medii sexuale colective, Flowers, P. și Frankis, J. Arch Sex Behav (2019) 48: 35. Imaginarea intervențiilor pentru medii sexuale colective | SpringerLink
- Niveluri de baterii pentru smartphone-uri și luare a deciziilor sexuale în rândul bărbaților care au relații sexuale cu bărbați, Lopes, A., Skoda, K. & Pedersen, CL Sexualitate și cultură (2019).